# مانا ساكورا
مانا ساكورا (باليابانية: 紗倉まな) هي ممثلة أفلام إباحية وعارضة وروائية يابانية، ولدت في 23 مارس 1993 في محافظة تشيبا، اليابان. بدأت لأول مرة كعارضة أزياء، ثم انتقلت إلى افلام البالغين في عام 2012، ولعبت دور البطولة في أكثر من 150 فيلمًا للبالغين منذ ظهورها لأول مرة. تعتبر ساكورا واحدة من أكثر فناني الاباحية المعاصرين شهرة وتميزًا حيث تمكنت من الانتقال إلى الترفيه مع ظهورها بشكل منتظم في التلفزيون والأفلام وحتى ألعاب الفيديو أيضًا. أصبحت أيضًا مؤلفة بارعة، حيث نشرت العديد من الروايات والمقالات في المجلات والأعمدة.

## حياتها ومسيرتها
وُلدت مانا ساكورا في شيبا، ودرست الهندسة المدنية في الكلية التقنية. بدأت لأول مرة كعارضة في سن 18 عامًا في فيديو، الذي تم نشره في نوفمبر 2011. في فبراير 2012، دخلت ساكورا صناعة الاباحية. تعرف عليها مستخدمو تويتر كطالبة في الكلية التقنية وأدت الدعاية اللاحقة إلى جعل الفيديو الأول لها يحتل المرتبة الأولى في مبيعات أقراص DVD لذلك الشهر لدى الموزع الياباني.
في عام 2013 حصلت على لقب أفضل ممثلة جديدة في حفل توزيع جوائز للبالغين. وفي نفس الحفل فازت أيضًا بجائزة FLASH. أيضًا في عام 2013 ظهرت في الفيلم Goddotan: Kisu gaman senshuken the Movie (ゴッドタン キス我慢選手権) ، وهو فيلم مقتبس من البرنامج التلفزيوني الياباني الشهير في وقت متأخر من الليل.
في عام 2014، تم التصويت لها بالمركز الثاني في انتخابات ياكوزا 0، مما يجعلها شخصية في لعبة الفيديو. كانت عضوًا منتظمًا في فريق التمثيل في الموسم الثاني من الدراما التليفزيونية Ushijima the Loan Shark على قناة طوكيو والتي تم بثها من يناير إلى مارس 2014. في خريف عام 2014، تم تعيين ساكورا لكتابة عمود لـ Gazoo.com، بوابة ترويجية لشركة تويوتا. وقال متحدث باسم الشركة إن الشركة اعتبرت خلفيتها واهتمامها بالقيادة "مناسبًا لاحتياجاتهم". ظهرت أيضًا في الفيلم الثاني في عام 2014، وهو فيلم الحركة والخيال العلمي Danger Dolls الذي صدر في سبتمبر 2014 .
وفازت مرة أخرى في حفل توزيع جوائز للبالغين لعام 2015، وحصلت هذه المرة على جائزة أفضل ممثلة وجائزة FLASH الثانية. وفي 12 فبراير 2016، نشرت روايتها الأولى "الحياة المنخفضة"، وهو عمل سيرة ذاتية يصور الحياة اليومية لممثلات أفلام البالغين. تمت الإشادة بالكتاب لنثر ساكورا الفريد ولعرضه الخام والصادق لموضوعه. تم تحويل الرواية إلى فيلم من إخراج تاكاهيسا زيزي عام 2017. كما ظهرت في فيلم Karate Kill في نفس العام وحصلت على "جائزة الإعلام" في حفل توزيع جوائز للبالغين لعام 2016. كانت ساكورا أيضًا عضوًا في فرقة sexy-J بين عامي 2014 و2017.
بحلول أواخر عام 2010، أصبحت مسيرة ساكورا المهنية مزيجًا متنوعًا من الترفيه السينمائي السائد والكبار. بصرف النظر عن إصداراتها الشهرية المنتظمة، نشرت ثلاث روايات أخرى، وأصبحت كاتبة عمود منتظمة في المجلات عبر الإنترنت، وحتى أنها ألقت محاضرات جامعية حول وسائل الإعلام. منذ أكتوبر 2017، ظهرت بانتظام على برنامج "آبيما برايم" على قناة آبيما كمعلقة، وفي عام 2018 تم تعيينها كمذيعة أخبار للبرنامج.

## اعمالها

### افلام
- Goddotan: Kisu gaman senshuken the Movie (2013)
- Danger Dolls (2014)
- Karate Kill (2016)

### مسلسلات
- Ushijima the Loan Shark (2014)
- Akiba's Trip: The Animation (2017) - دور صوتي.[21]

### العاب فيديو
- ياكوزا 0 (2015)

## روابط أضافية
- مانا ساكورا على موقع IMDb (الإنجليزية)
- مانا ساكورا على موقع قاعدة بيانات الفيلم (الإنجليزية)
- مانا ساكورا على موقع كينوبويسك (الروسية)